# کنسرت شهرام ناظری و لوریس چکناوریان
کنسرت شهرام ناظری و لوریس چکناوریان نام آلبومی از موسیقی سنتی است که در سال ۱۳۸۴ توسط ارکستر بزرگ کومیتاس ارمنستان به رهبری مایسترو لوریس چکناوریان و با آواز شهرام ناظری اجرا شد. تمامی قطعات از ساخته‌های شهرام ناظری می‌باشند و اغلب به زبان کردی (زبان مادری ناظری) هستند. این اثر در سال ۱۳۸۴ اجرا شده و در سال ۱۳۹۰ توسط انتشارات آوای باربد به دست علاقه‌مندان رسید.
این اثر ابتدا به صورت غیر قانونی منتشر شده بود که آن نسخه فاقد کیفیت خوب بود و نسخه رسمی این اثر که در سال ۱۳۹۰ منتشر شده، با آن چه که به عنوان سی دی غیر مجاز وارد بازار شد، تفاوت بسیاری چه در محتوا و چه در کیفیت دارد، این بسته شامل ۱ دی وی دی و ۱ سی دی صوتی با کیفیت استودیویی و پالایش شده و وضوح تصویری بیش تر در دسترس علاقه‌مندان قرار گرفته است.

## شرح آلبوم

### فهرست آهنگ‌ها
1. زین دو هزاران من و ما (شعر مولانا)
2. شیدا شدم (شعر مولانا[نیازمند منبع معتبر])
3. واران واران (شعر و آهنگ: محلی کردی)
4. سبری (شعر و آهنگ: محلی کردی)
5. لای لای (شعر و آهنگ: محلی کردی)
6. شیرین شیرین (شعر و آهنگ: محلی کردی)
7. آواز با چنگ (شعر سعدی)
8. آب حیات عشق (شعر مولانا)
9. لرزان لرزان (شعر و آهنگ: شهرام ناظری، کردی)

### اشعار آلبوم
- زین دو هزاران من و ما

| زین دو هزاران من و ما ای عجبا من چه منم |  | گوش بنه عربده را دست منه بر دهنم |
| چونک من از دست شدم در ره من شیشه منه    |  | ور بنهی پا بنهم هر چه بیابم شکنم |

- شیدا شدم

| پیدا شدم پیدا شدم    |  | پیدای نا پیدا شدم     |
| شیدا شیدا شیدا شدم   |  | شیدا شیدا شیدا شدم    |
| من او بدم، من او شدم |  | با او بدم، بی او شدم  |
| در عشق او چون او شدم |  | زین رو چنین بی سو شدم |

- آب حیات عشق

| آب حیات عشق را در رگ ما روانه کن |  | آینه صبوح را ترجمه شبانه کن         |
| ای پدر نشاط نو در رگ جان ما برو  |  | جام فلک نمای شو وز دو جهان کرانه کن |
| ای خردم شکار تو تیر زدن شعار تو  |  | شست دلم به دست کن جان مرا نشانه کن  |